# Hans Unterkircher

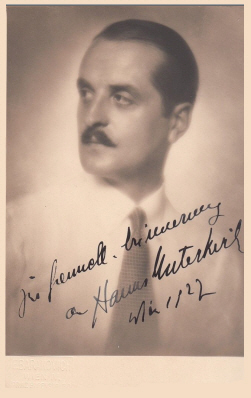
Unterkircher etwa 1925

Hans Unterkircher (* 22. August 1894 in Graz; † 27. Mai 1971 in Wien) war ein österreichischer Schauspieler und Filmregisseur.

## Leben und Wirken
Seine Ausbildung erhielt Unterkircher am Konservatorium Wien. Seine schauspielerische Tätigkeit begann er 1910 als Eleve in Graz. 1911 ging er nach Aussig, 1913 kam er nach Berlin an das Deutsche Theater.
Unter der Regie von Max Reinhardt spielte er hier 1913 als Otto in Frühlings Erwachen, Schüler in Faust, Hofmann in Faust II, Alexander Farnese in Don Karlos und Butkewitsch in Der lebende Leichnam nach Lew Tolstoi. 1914 verkörperte er den Sohn des Scheichs in Max Reinhardts Sumurun und den Hofkavalier in Prinz Friedrich von Homburg.
Auf Empfehlung Reinhardts schiffte er sich kurz nach Ausbruch des Ersten Weltkrieges 1914 zusammen mit F. W. Murnau und Conrad Veidt nach New York ein und fand dort eine Spielmöglichkeit am Irving Place Theatre.
Carl Laemmle, Gründer der Universal Studios, holte ihn 1916 nach Hollywood und verschaffte ihm wichtige Rollen in mehreren Stummfilmen. Nach der Kriegserklärung an Deutschland wurde das Irving Place Theatre geschlossen und Maurice Schwartz übernahm es als jiddisches Theater, wo der Grazer Hans Unterkircher auf Jiddisch spielte.
Gegen Laemmles Wunsch entschied sich Unterkircher nach Kriegsende 1920 zur Rückkehr nach Europa. In Berlin kehrte er zur Bühne zurück und trat in den Revüen Erik Charells auf. Ab Ende 1921 wurde er auch vom deutschen Film berücksichtigt. Seine zweifellos bedeutendste Rolle spielte er in dem Klassiker Der letzte Mann als arroganter Vorgesetzter eines Portiers (Emil Jannings), den er zum Toilettenwärter degradiert.
1925 ging er nach Wien und trat in Karl Farkas’ Bei Kerzenlicht und in den 30er Jahren am Theater in der Josefstadt auf, dazu in München an den Münchner Kammerspielen. Ab 1940 war er unter Walter Bruno Iltz im Wiener Volkstheater zu sehen. Man sah ihn nach dem Krieg auch weiterhin in Filmrollen, wo er inzwischen würdige, ältere Herren wie Grafen, Generale, Hofmarschälle und Direktoren darstellte. Seine Glanzrolle im österreichischen Film hatte er in Max Neufelds Meisterwerk Die Strecke (1927) in dem er als Reviedent Friedrich einen skrupellosen Verführer darstellt. Zuletzt agierte er an der Wiener Volksoper.

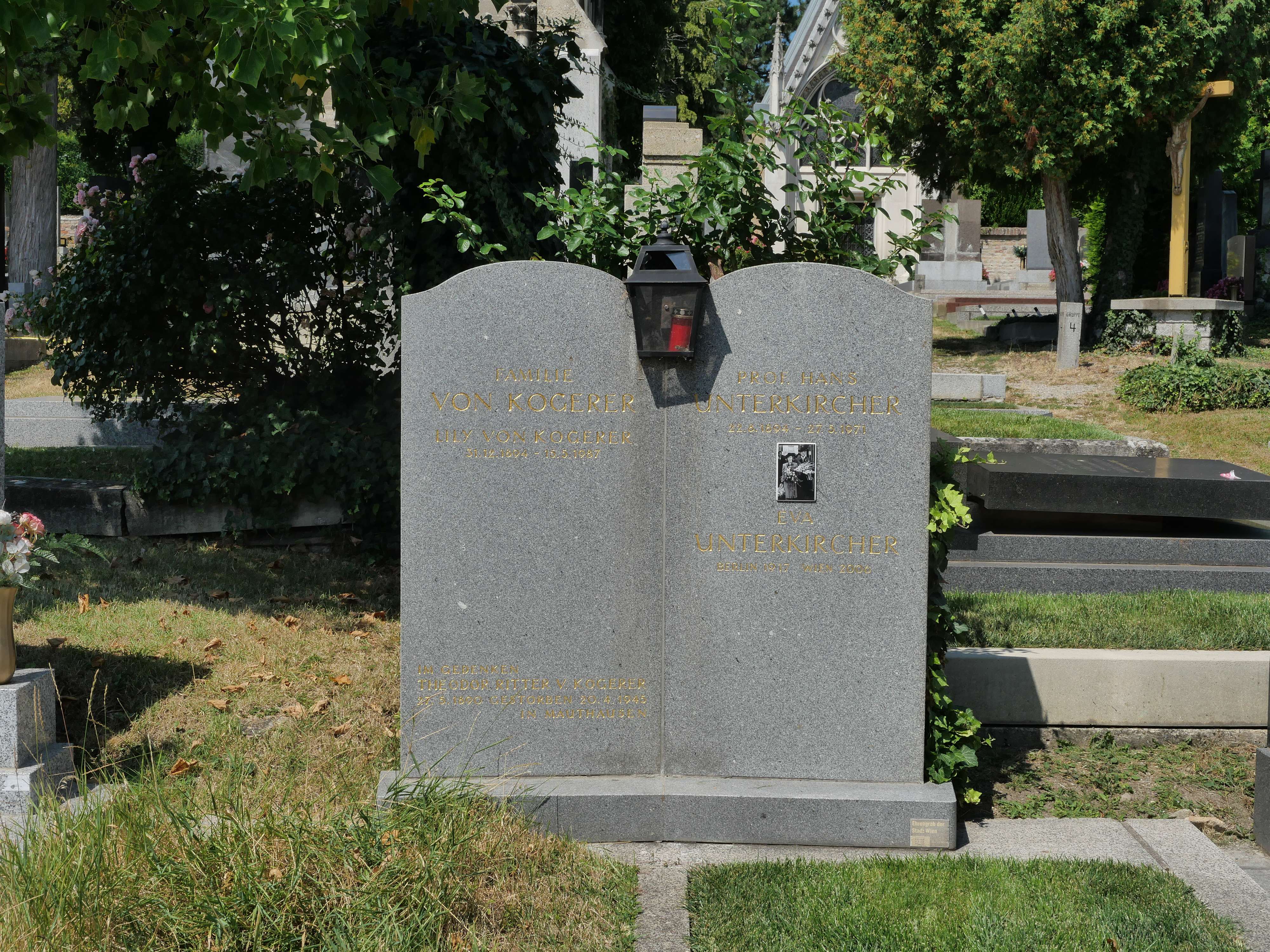
Grabstätte von Hans Unterkircher

Hans Unterkirchers ehrenhalber gewidmetes Grab befindet sich auf dem Grinzinger Friedhof (Gruppe 2, Nummer 17).

## Filmografie (Auswahl)
- 1916: The Last Man
- 1917: Turn About Eleanor
- 1917: The Tiger Woman
- 1918: The Deciding Kiss
- 1922: Die Jagd nach der Frau
- 1923: Die vier Ehen des Matthias Merenus
- 1924: Der letzte Mann
- 1924: Das schöne Abenteuer
- 1925: Liebesgeschichten
- 1927: Die Strecke
- 1929: Die Dame auf der Banknote
- 1929: Der Dieb im Schlafcoupé
- 1929: Der Onkel aus Sumatra
- 1934: Salto in die Seligkeit
- 1935: Die Fahrt in die Jugend
- 1935: Die Pompadour
- 1936: Die Leuchter des Kaisers
- 1937: Premiere
- 1937: Liebling der Matrosen
- 1938: 13 Stühle
- 1938: Der Optimist
- 1939: Castelli in aria
- 1939: Hotel Sacher
- 1939: Mutterliebe
- 1939: Das Jüngste Gericht
- 1940: Donauschiffer
- 1940: Golowin geht durch die Stadt
- 1941: Jenny und der Herr im Frack
- 1941: Liebe ist zollfrei
- 1942: Die heimliche Gräfin
- 1942: Wien 1910
- 1943: Die beiden Schwestern
- 1947: Die Glücksmühle
- 1948: An klingenden Ufern (auch Regie)
- 1955: Ja, so ist das mit der Liebe (Ehesanatorium)
- 1955: Um Thron und Liebe (Sarajewo)
- 1955: An der schönen blauen Donau
- 1956: Husarenmanöver
- 1956: K. u. K. Feldmarschall
- 1957: Sissi – Schicksalsjahre einer Kaiserin
- 1957: Ober, zahlen!
- 1957: Mit Rosen fängt die Liebe an
- 1957: Wenn die Bombe platzt
- 1958: Frauensee
- 1959: Katja, die ungekrönte Kaiserin
- 1960: Der brave Soldat Schwejk
- 1960: Nur wenige sind auserwählt (Song Without End)
- 1961: Geschichten aus dem Wienerwald
- 1963: Charleys Tante
- 1963: Schwejks Flegeljahre
- 1965: Schüsse im 3/4 Takt
- 1965: Radetzkymarsch (2 Teile)
- 1970: Passion eines Politikers
- 1971: Der junge Baron Neuhaus
- 1971: Wenn der Vater mit dem Sohne (Serie)